# Tea Malmegård
Dorotea "Tea" Helena Elisabeth Malmegård, född 10 februari 1987 i Hedvig Eleonora församling i Stockholm, är en svensk kock, krögare och programledare.

## Biografi
Tea Malmegård driver restaurangen DoMa, och har tidigare arbetat som chefskonditor på Operakällaren. Hon är specialist på desserter och har bland annat givit ut boken Desserter!: din steg för steg-guide till lyckade efterrätter. Hon kom på fjärde plats i Kockarnas kamp 2021 och medverkar även i programmet 2024. År 2023 var hon programledare och enväldig domare för Efter stängning, spin-off-programmet till Sveriges mästerkock.